# Польща — 1863 рік
«Польща — 1863 рік» (пол. Polonia — Rok 1863), також відома як «Польща в кайданах» (пол. Zakuwana Polska) — рання й незавершена картина польського художника Яна Матейка, написана 1864 року у відповідь на його враження від Січневого повстання, яка зараз зберігається в Музеї Чорторийських у Кракові, Польща.

## Історія
Художник не знайшов можливості виставити роботу публічно і, побоюючись репресій та побоюючись за свою безпеку і безпеку своєї сім'ї, сховав її за піччю у своєму будинку. Там вона пролежала кілька років, а згодом потрапила до рук родини Чорторийських.

## Іконографія
Польща зображена у вигляді закутої в наручники молодої жінки в чорній сукні, розірваній на плечах, ліворуч від неї зображена Русь у вигляді жінки в білому одязі, яку насильно відірвали від неї, а внизу ліворуч — Литва у вигляді частково оголеної жінки, що лежить у калюжі крові. На картині зображені Михайло Муравйов, який придушив повстання в Литві, і генерал Фрідріх фон Берг, який придушив інше повстання в Королівстві Польському, причому шабля Муравйова торкається Литви.
На центральному плані — маніфест, що проголошує початок Січневого повстання, під гербом Королівства Польського, накладеним на російський імператорський герб. Загальна сцена відбувається в оскверненому храмі, повному російських солдатів, які переодягаються в його літургійні шати та п'ють вино з його чаш. На підлозі лежить надгробний камінь, що символізує предків поляків, а праворуч група солдатів наглядає за натовпом, серед яких поранений повстанець і монах-капуцин, ймовірно, поляки, які очікують на заслання до Сибіру. На правому задньому плані багнет іншого солдата пробиває розп'яття на стіні. У правому куті єврейська сім'я глядачів чекає на результат.